# Goppelsdorf
Goppelsdorf, teils auch Göppelsdorf, ist eine Wüstung bei Senftenhof, einem Gemeindeteil des Marktes Stammbach im oberfränkischen Landkreis Hof.
Der Name der Feldflur Goppelhöhe westlich von Senftenhof erinnert an den kleinen Ort, sein Standort ist aber unbekannt. Vermutlich befand er sich in unmittelbarer Umgebung von Senftenhof. Nach Hennig lag Goppelsdorf an einer Altstraße, die über die Goppelshöhe verlief. 1838 sollen Mauerreste gefunden worden sein, der Standort wurde aber nicht überliefert. Es wird vermutet, dass Steine des verfallenden Göppelsdorf in Senftenhof verbaut wurden. Der ehemalige Rektor der Stammbacher Schule, Dietmar Reichel, hat sich mit der Thematik befasst.
Nach Haberlah-Pohl ist Goppelsdorf 1407 als Bamberger Belehnung als Wüstung genannt. 1422 ist die Wüstung Goppelsdorf ein Bamberger Lehen derer von Waldenfels. Obwohl der Ort später unstrittig als markgräflicher Besitz von den Bamberger Bischöfen anerkannt bzw. geduldet ist, gibt es ähnlich wie bei der Absängermühle bis zum Übergang an Bayern 1810 Konflikte um die Hochgerichtsbarkeit (siehe auch Fraisch) und andere Rechte. Das zuständige Bamberger Vogteiamt saß in Marktschorgast. Im Jahr 1480 in einem Brief der Stammbacher Verwaltung an die markgräfliche Regierung in Bayreuth ist Goppelsdorf immer noch Wüstung. Im Forchheimer Vertrag von 1536 bemühte sich Bischof Weigand von Redwitz um eine Klärung von Grenzunstimmigkeiten, darunter auch bezüglich der Hochgerichtsbarkeit in Goppelsdorf. Haberlah-Pohl geht davon aus, dass in der Zeit zwischen 1618 und 1666 der Ort neubesiedelt wurde. Der Name Goppelsdorf und Senftenhof wechselten sich ab und ist ab 1811 nur noch als Senftenhof bezeichnet.
Der Bereich um die Wüstung Goppelsdorf diente als Hutweide zu der Triebwege führten. 1538 klagten Bamberger Beamte gegen das Weiden von Schafen von Stammbacher Bürgern. Im Landbuch von Stammbach aus der Mitte des 15. Jahrhunderts sind im Kern sieben aktive Hutweiden, die als Allmende (genauer: Peunt) genutzt werden, beschrieben. Bezüglich von Weiderechten bei der Wüstung Goppelsdorf werden im Kapitel Kundschaft Zeugen festgehalten, die sich an die Nutzung als überliefertes Recht erinnern und damit eine Grundlage für gegenwärtige Ansprüche bilden.